# Zbiranje deževnice
Zbiranje deževnice je zbiranje in shranjevanje deževnice, namesto da se omogoči njeno odtekanje, ki se zbira s površine, podobne strehi, in se preusmerja v rezervoar, cisterno, globoko jamo (vodnjak, jašek ali vrtino), vodonosnik ali rezervoar s perkolacijo, tako da vidi in obnavlja podtalnico. Roso in meglo se lahko zbira tudi z mrežami ali drugimi orodji. Zbiranje deževnice se razlikuje od zbiranja nevihtne vode, saj se odtok običajno zbira s streh in drugih površin za shranjevanje in poznejšo ponovno uporabo.:10 Njena uporabe vključujejo zalivanje vrtov, napajanje živine, namakanje, domačo uporabo z ustrezno obdelavo in domače ogrevanje. Zajeto vodo je mogoče tudi dolgoročno shraniti ali napolniti s podtalnico.
Zbiranje deževnice je eden najpreprostejših in najstarejših načinov samooskrbe gospodinjstev z vodo, ki se v Južni Aziji in drugih državah uporablja že več tisoč let. Instalacije so lahko oblikovane za različna merila, vključno z gospodinjstvi, soseskami in skupnostmi, prav tako pa so lahko zasnovane tako, da služijo institucijam, kot so šole, bolnišnice in drugi javni objekti.

## Aplikacije

### Domača uporaba
Zbiranje deževnice na strehah se uporablja za zagotavljanje pitne vode, vode za gospodinjstvo, vode za živino, vode za manjše namakanje in za obnavljanje ravni podzemne vode.

### Kmetijstvo
Kar zadeva urbano kmetijstvo, zbiranje deževnice v urbanih območjih zmanjšuje vpliv odtoka in poplav. Ugotovljeno je bilo, da kombinacija mestnih 'zelenih' streh z zajetji deževnice zniža temperaturo stavb za več kot 1,3 stopinje Celzija. Zbiranje deževnice v povezavi z urbanim kmetijstvom bi bil uspešen način za pomoč pri doseganju ciljev trajnostnega razvoja Združenih narodov za čistejša in trajnostna mesta, zdravje in dobro počutje ter varnost hrane in vode. Tehnologija je na voljo, vendar jo je treba preoblikovati za učinkovitejšo rabo vode, zlasti v mestnem okolju.
Kenija že uspešno zbira deževnico za stranišča, pranje perila in namakanje. Kenija je od ustanovitve državnega zakona o vodah leta 2016 prednostno uredila svojo kmetijsko industrijo. Poleg tega območja v Avstraliji uporabljajo nabrano deževnico za kuhanje in pitje. Študije, ki so jih izvedli Stout in drugi, ki so raziskovali izvedljivost v Indiji, so ugotovile, da je zbiranje deževnice najbolj koristna uporaba za namakanje v majhnem obsegu, ki zagotavlja dohodek s prodajo proizvodov, in prelivanje, ki se uporablja za obnavljanje podtalnice.
Misije v petih karibskih državah so pokazale, da lahko zajemanje in shranjevanje deževnice za poznejšo uporabo znatno zmanjša tveganje izgube dela ali celotnega letnega pridelka zaradi pomanjkanja zemlje ali vode. Poleg tega bi se zmanjšala tveganja, povezana s poplavami in erozijo tal v sezonah z veliko padavinami. Mali kmetje, zlasti tisti, ki kmetujejo na pobočjih, bi lahko imeli največ koristi od zbiranja deževnice, saj lahko zajamejo odtok in zmanjšajo učinke erozije tal.
Mnoge države, zlasti tiste s sušnim okoljem, uporabljajo zbiranje deževnice kot poceni in zanesljiv vir čiste vode. Za izboljšanje namakanja v sušnih okoljih so narejeni grebeni zemlje, ki zadržujejo deževnico in preprečujejo, da bi tekla po hribih in pobočjih. Tudi v obdobjih nizke količine padavin se zbere dovolj vode za rast pridelkov. Vodo je mogoče zbirati s streh, zgraditi jezove in ribnike, ki zadržujejo velike količine deževnice, tako da je tudi v dneh, ko je padavin malo ali nič, na voljo dovolj za namakanje pridelkov.

### Industrija
Frankfurtsko letališče ima največji sistem za zbiranje deževnice v Nemčiji. Sistem pomaga prihraniti približno 1 milijon kubičnih metrov vode na leto. Stroški sistema so bili leta 1993 1,5 milijona DM (63.000 USD). Ta sistem zbira vodo s streh novega terminala, ki ima površino 26.800 kvadratnih metrov. Voda se zbira v kletnih prostorih letališča v šestih rezervoarjih s prostornino 100 kubičnih metrov. Voda se uporablja predvsem za splakovanje stranišča, zalivanje rastlin in čiščenje klimatske naprave.
Zbiranje deževnice je bilo sprejeto na Velodromu – Olimpijskem parku v Londonu –, da bi povečali trajnost objekta. Ocenjeno je bilo 73-odstotno zmanjšanje povpraševanja po pitni vodi v parku. Kljub temu se je zdelo, da je zbiranje deževnice manj učinkovita uporaba finančnih virov za povečanje trajnosti kot program parka za recikliranje črne vode.
- Sistem za zajemanje in shranjevanje deževnice, kampus Mexico City, Monterrey Institute of Technology and Higher Education
- Cisterna, Mission District, San Francisco, Kalifornija
- Zajem deževnice, vzhodna stran Gibraltarja, 1992
- Dom, s kozarci za zbiranje dežja na strehi, Panarea, Eolski otoki, severno od Sicilije, Italija
- Sistem za zbiranje deževnice in umivanje rok za stranišče v Keniji
- Zbiranje deževnice v Burkini Faso
- Plastični ribnik za zbiranje deževnice, Nepal, 2013
- Sistem za zbiranje deževnice, Kiribati

## Tehnologije
Tradicionalno je upravljanje padavinske vode z zapornimi bazeni služilo enemu samemu namenu. Vendar optimiziran nadzor v realnem času omogoča, da se ta infrastruktura podvoji kot vir zbiranja deževnice, ne da bi pri tem ogrozili obstoječo zmogljivost zadrževanja. To so na sedežu EPA uporabili za evakuacijo shranjene vode pred nevihtami, s čimer so zmanjšali pretok v mokrem vremenu in hkrati zagotovili razpoložljivost vode za kasnejšo ponovno uporabo. Prednost tega je izboljšanje kakovosti sproščene vode in zmanjšanje količine sproščene vode med kombiniranimi dogodki prelivanja kanalizacije.
Na splošno so zaporni jezovi zgrajeni čez potoke, da se poveča pronicanje površinske vode v podzemne plasti. Pronicanje vode v zajezitvenem območju zapornih jezov je mogoče umetno večkrat povečati z rahljanjem slojev podtalja in eksplozivi ANFO, ki se uporabljajo v odprtih rudnikih. Tako je mogoče lokalne vodonosnike hitro napolniti z uporabo razpoložljive površinske vode v celoti za uporabo v sušnem obdobju.

### Nastavitev sistema
Sistemi za zbiranje deževnice so lahko zelo zapleteni, od sistemov, ki jih je mogoče namestiti z minimalnimi spretnostmi, do avtomatiziranih sistemov, ki zahtevajo napredne nastavitve in namestitev. Osnovni sistem zbiranja deževnice je bolj vodovodno kot tehnično delo, saj so vsi odtoki s terase objekta preko cevi povezani s podzemnim zbiralnikom vode. Obstajajo običajne komponente, ki so nameščene v takšnih sistemih, kot so predfiltri, odtoki/žlebovi, posode za shranjevanje in glede na to, ali je sistem pod tlakom, tudi črpalke in naprave za obdelavo, kot so UV luči, naprave za kloriranje in oprema za postfiltracijo.
Sistemi so idealne velikosti, da zadostijo povpraševanju po vodi v sušnem obdobju, saj morajo biti dovolj veliki, da podpirajo dnevno porabo vode. Natančneje, območje za zajemanje padavin, kot je streha stavbe, mora biti dovolj veliko, da vzdržuje ustrezen pretok vode. Rezervoar za vodo mora biti dovolj velik, da zadrži zajeto vodo. Za nizkotehnološke sisteme se za zajemanje deževnice uporabljajo številne nizkotehnološke metode: strešni sistemi, zajem površinske vode in črpanje deževnice, ki se je že vpila v zemljo ali zajela v zbiralnikih in jo shranila v rezervoarje (cisterne).

### Zbiranje deževnice v gozdovih, poplavljenih s sladko vodo
Zbiranje deževnice je mogoče z gojenjem gozdov, poplavljenih s sladko vodo, brez izgube dohodka od uporabljene, potopljene zemlje. Glavni namen zbiranja deževnice je uporaba lokalno razpoložljive deževnice za izpolnjevanje potreb po vodi skozi vse leto brez velikih kapitalskih izdatkov. To bi olajšalo dostopnost neonesnažene vode za domače, industrijske in namakalne potrebe.

### Zbiranje deževnice s pomočjo sončnih elektrarn
Kakovosten vodni vir, bližje naseljenim območjem, postaja redek in drag za potrošnike. Poleg sončne in vetrne energije je deževnica glavni obnovljivi vir katere koli zemlje. Ogromna območja so vsako leto pokrita s sončnimi PV paneli v vseh delih sveta. Solarne panele je mogoče uporabiti tudi za zbiranje večine deževnice, ki pade nanje, in pitno kakovostno vodo brez bakterij in suspendiranih snovi, ki jo je mogoče ustvariti s preprostimi postopki filtracije in dezinfekcije, saj ima deževnica zelo nizko slanost. Izkoriščanje deževnice za izdelke z dodano vrednostjo, kot je ustekleničena pitna voda, naredi sončne fotonapetostne elektrarne dobičkonosne tudi v območjih z veliko padavinami/oblačnimi območji zaradi povečanega dohodka iz proizvodnje pitne vode z dodano vrednostjo. Nedavno stroškovno učinkovito zbiranje deževnice v že izkopanih vodnjakih se je izkazalo za zelo učinkovito pri dvigovanju nivoja podzemne vode v Indiji.

### Druge novosti
RainSaucer, ki je videti kot narobe obrnjen dežnik, namesto da bi uporabil streho za zbiranje dežja, zbira dež naravnost z neba. To zmanjša možnost kontaminacije in naredi RainSaucer možno uporabo za pitno vodo v državah v razvoju. Druge uporabe tega prostostoječega pristopa zbiranja deževnice so trajnostno vrtnarjenje in kmetovanje na majhnih parcelah.
Nizozemski izum, imenovan Groasis Waterboxx, je uporaben tudi za gojenje dreves z nabrano in shranjeno roso in deževnico.

## Prednosti
Zbiranje deževnice zagotavlja neodvisno oskrbo z vodo v času regionalnih omejitev vode, v razvitih državah pa se pogosto uporablja kot dopolnitev glavne oskrbe. Zagotavlja vodo, ko nastopi suša, lahko pomaga ublažiti poplave nižje ležečih območij in zmanjša povpraševanje po vodnjakih, kar lahko omogoči vzdrževanje ravni podzemne vode. Zbiranje deževnice poveča razpoložljivost vode v sušnih obdobjih s povečanjem ravni posušenih vrtin in vodnjakov. Oskrba s površinsko vodo je takoj na voljo za različne namene, kar zmanjšuje odvisnost od podzemne vode. Izboljšuje kakovost tal z redčenjem slanosti. Ne povzroča onesnaževanja in je okolju prijazen. Je stroškovno učinkovit in lahko dostopen. Pomaga tudi pri razpoložljivosti pitne vode, saj je deževnica v bistvu brez slanosti in drugih soli. Uporaba zbiranja deževnice v mestnem vodovodnem sistemu zagotavlja znatno korist za podsisteme oskrbe z vodo in odpadne vode z zmanjšanjem potrebe po čisti vodi v sistemih za distribucijo vode, manj proizvedene padavinske vode v kanalizacijskih sistemih in zmanjšanjem odtoka padavinske vode, ki onesnažuje sladkovodna telesa.
Veliko dela je bilo osredotočenega na razvoj ocene življenjskega cikla in njenih metodologij za oceno stroškov za oceno ravni vplivov na okolje in denarja, ki ga je mogoče prihraniti z izvajanjem sistemov za zbiranje deževnice.

### Samostojna oskrba z vodo
Zajem deževnice zagotavlja neodvisno oskrbo z vodo v času omejitev vode. Na območjih, kjer je čista voda draga ali jo je težko dobiti, je zbiranje deževnice ključni vir čiste vode. V razvitih državah se deževnica pogosto zbira kot dodatni vir vode in ne kot glavni vir, vendar lahko zbiranje deževnice tudi zmanjša stroške vode v gospodinjstvu ali splošno raven porabe. Deževnica je varna za pitje, če potrošniki pred pitjem opravijo dodatne obdelave. Vrela voda pomaga uničiti mikrobe. Dodajanje drugega dodatka k sistemu, kot je preusmerjevalnik prvega izplakovanja, je prav tako običajen postopek za preprečevanje onesnaževanja vode.

### Dodatek v suši
Ko nastopi suša, se lahko uporabi deževnica, zbrana v preteklih mesecih. Če je dežja malo, a tudi nepredvidljivo, je lahko uporaba sistema za zbiranje deževnice ključnega pomena za zajem dežja, ko pade. Številne države s sušnim okoljem uporabljajo zbiranje deževnice kot poceni in zanesljiv vir čiste vode. Za izboljšanje namakanja v sušnih okoljih so izdelani grebeni zemlje, ki zadržujejo deževnico in preprečujejo, da bi tekla navzdol. Tudi v obdobjih nizke količine padavin se zbere dovolj vode za rast pridelkov. Vodo je mogoče zbirati s streh in zgraditi rezervoarje za velike količine deževnice.
Poleg tega zbiranje deževnice zmanjša povpraševanje po vodi iz vodnjakov, kar omogoča nadaljnje vzdrževanje ravni podzemne vode, namesto da bi jo izčrpali.

### Ocena življenjskega cikla
Ocena življenjskega cikla je metodologija, ki se uporablja za vrednotenje okoljskih vplivov sistema od zibelke do groba njegove življenjske dobe. Devkota et al so razvili takšno metodologijo za zbiranje deževnice in ugotovili, da zasnova stavbe (npr. dimenzije) in funkcija (npr. izobraževalna, stanovanjska itd.) igrata ključno vlogo pri okoljski učinkovitosti sistema.
Za obravnavo funkcionalnih parametrov sistemov za zbiranje deževnice je bila razvita nova metrika – razmerje med povpraševanjem in ponudbo (D/S) – ki identificira idealno zasnovo stavbe (ponudba) in funkcijo (povpraševanje) glede na okoljsko učinkovitost zbiranja deževnice za splakovanje stranišča. Z idejo, da z oskrbo z deževnico ne varčujemo le s pitno vodo, temveč tudi z meteorno vodo, ki vstopa v kombinirano kanalizacijsko omrežje (s čimer je potrebno čiščenje), so bili prihranki pri emisijah v okolje višji, če so stavbe priključene na kombinirano kanalizacijsko omrežje kot ločeno.

### Stroškovna učinkovitost
Čeprav lahko standardni sistemi zbiranja deževnice zagotovijo vodni vir regijam v razvoju, ki se soočajo z revščino, so lahko povprečni stroški za namestitev dragi, odvisno od vrste uporabljene tehnologije. Vladna pomoč in nevladne organizacije lahko pomagajo skupnostim, ki se soočajo z revščino, z zagotavljanjem materialov in izobraževanja, potrebnih za razvoj in vzdrževanje nastavitev sistema.
Nekatere študije kažejo, da je zbiranje deževnice široko uporabna rešitev za pomanjkanje vode in druge večkratne uporabe zaradi svoje stroškovne učinkovitosti in okolju prijaznosti. Gradnja novih znatnih, centraliziranih sistemov oskrbe z vodo, kot so jezovi, lahko poškoduje lokalne ekosisteme, povzroča zunanje socialne stroške in ima omejeno uporabo, zlasti v državah v razvoju ali revnih skupnostih. Po drugi strani pa je namestitev sistemov za zbiranje deževnice potrjena s številnimi študijami, da lokalnim skupnostim zagotovi trajnosten vodni vir, ki ga spremljajo druge različne prednosti, vključno z zaščito pred poplavami in nadzorom odtekanja vode, tudi v revnih regijah. Sistemi za zbiranje deževnice, ki ne zahtevajo večje gradnje ali občasnega vzdrževanja s strani strokovnjakov izven skupnosti, so bolj prijazni do okolja in bolj verjetno bodo koristili lokalnemu prebivalstvu za daljše časovno obdobje. Tako imajo sistemi za zbiranje deževnice, ki bi jih lahko namestili in vzdrževali lokalni prebivalci, večje možnosti, da jih sprejme in uporablja več ljudi.
Uporaba tehnologij in situ lahko zmanjša stroške naložbe v zbiranje deževnice. Tehnologije za zbiranje deževnice na kraju samem bi lahko bile izvedljiva možnost za podeželska območja, saj je za njihovo izdelavo potrebno manj materiala. Zagotovijo lahko zanesljiv vir vode, ki se lahko uporabi za povečanje kmetijske proizvodnje. Nadzemni rezervoarji lahko zbirajo vodo za domačo uporabo; vendar si takšne enote lahko revnim ljudem ne morejo privoščiti.

## Omejitve
Zbiranje deževnice je široko uporabljena metoda shranjevanja deževnice v državah s sušnimi značilnostmi. Več del raziskav je izpeljalo in razvilo različna merila in tehnike za izbiro primernih lokacij za zbiranje deževnice. Identificiranih je bilo nekaj raziskav in izbranih primernih lokacij za morebitno postavitev jezov ter izpeljan graditelj modela v ArcMap 10.4.1. Model je združil več parametrov, kot so naklon, potencial odtoka, pokrovnost/uporaba tal, vrstni red potokov, kakovost tal in hidrologija, da bi določil primernost lokacije za zbiranje deževnice.
Pridobljena voda iz sistemov zbiranja deževnice je lahko minimalna med podpovprečnimi padavinami v sušnih mestnih regijah, kot je Bližnji vzhod. Sistem je uporaben za območja v razvoju, saj zbira vodo za namakanje in gospodinjske namene. Vendar pa je treba zbrano vodo ustrezno filtrirati, da se zagotovi varno pitje.[34]

### Kakovost vode
Deževnico bo morda treba ustrezno analizirati in uporabiti na način, ki je primeren za njeno varnost. V provinci Gansu se dezinfekcija vode na primer uporablja s prekuhavanjem zbrane deževnice v paraboličnih solarnih kuhalnikih, preden se uporabi za pitje. Te tako imenovane metode »primerne tehnologije« zagotavljajo poceni možnosti dezinfekcije za obdelavo shranjene deževnice za pitje.
Čeprav je deževnica sama po sebi čist vir vode, pogosto boljši od podtalnice ali vode iz rek ali jezer, voda zaradi zbiranja in shranjevanja pogosto ostane onesnažena in nepitna. Deževnica, zbrana s streh, lahko vsebuje človeške, živalske in ptičje iztrebke, mahove in lišaje, vetrovni prah, delce zaradi onesnaženosti mest, pesticide in anorganske ione iz morja (Ca, Mg, Na, K, Cl, SO4) in raztopljene pline. (CO2, NOx, SOx). V deževnici v Evropi so bile ugotovljene visoke vsebnosti pesticidov, pri čemer so bile najvišje koncentracije ob prvem dežju takoj po sušnem obdobju; koncentracija teh in drugih onesnaževal se znatno zmanjša s preusmeritvijo začetnega toka odtekajoče vode v odpadki. Izboljšano kakovost vode je mogoče doseči tudi z uporabo plavajočega mehanizma za črpanje (namesto iz dna rezervoarja) in z uporabo niza rezervoarjev, odvzem iz zadnjega v nizu. Predfiltracija je običajna praksa, ki se uporablja v industriji za ohranjanje zdravja sistema in zagotavljanje, da voda, ki vstopa v rezervoar, ne vsebuje velikih usedlin.
Nimbkar Agricultural Research Institute je razvil koncept zbiranja deževnice in njenega čiščenja s sončno energijo za pitje v podeželskih gospodinjstvih.
Konceptualno naj bi vodovod ustrezal kvaliteti vode končnemu uporabniku. Vendar se v večini razvitega sveta visokokakovostna pitna voda uporablja za vse končne namene. Ta pristop zapravlja denar in energijo ter povzroča nepotrebne vplive na okolje. Oskrba z deževnico, ki je šla skozi predhodne filtracijske ukrepe za uporabo nepitne vode, kot je splakovanje stranišč, namakanje in pranje perila, je lahko pomemben del strategije trajnostnega upravljanja z vodo.
Cisterne za deževnico so lahko tudi habitat za komarje, ki prenašajo patogene. Zato je treba paziti, da samice komarjev ne morejo dostopati do cisterne, da bi odložile jajčeca. V cisterno lahko dodamo tudi ličinke, ki jedo ribe, ali pa jo kemično obdelamo.

## Zgodovina
Gradnjo in uporabo cistern za shranjevanje deževnice lahko zasledimo vse do neolitika, ko so vodotesne cisterne iz apnenega mavca vgradili v tla hiš v vaških krajih Levanta, velikega območja v jugozahodni Aziji, južno od gorovja Taurus, omejena s Sredozemskim morjem na zahodu, Arabsko puščavo na jugu in Mezopotamijo na vzhodu. Do poznega leta 4000 pr. n. št. so bile cisterne bistveni elementi nastajajočih tehnik upravljanja z vodo, ki so se uporabljale pri kmetovanju na suhem.
V nekaterih delih Jeruzalema in po vsem ozemlju današnjega Izraela/Palestine so odkrili številne starodavne cisterne. Na mestu, za katerega nekateri verjamejo, da je biblijsko mesto Ai (Khirbet et-Tell), je bila odkrita velika cisterna iz leta okoli 2500 pr. n. št. s prostornino skoraj 1700 m³. Izklesana je bila iz trdne skale, obložena z velikimi kamni in zatesnjena z glino, da ne bi puščala.
Grški otok Kreta je znan tudi po uporabi velikih cistern za zbiranje in shranjevanje deževnice v minojskem obdobju od 2600 pr. n. št. do 1100 pr. n. št. Štiri velike cisterne so bile odkrite v Myrtos-Pyrgos, Archanes in Zakroeach. Ugotovljeno je bilo, da ima cisterna, najdena v Myrtos-Pyrgosu, več kot 80 m³ in datira v leto 1700 pred našim štetjem.
Okoli leta 300 pr. n. št. so kmetijske skupnosti v Beludžistanu (danes v Pakistanu, Afganistanu in Iranu) in Kutču v Indiji uporabljale zbiranje deževnice za kmetijstvo in številne druge namene. Zbiranje deževnice so izvajali tudi kralji Čola. Deževnica iz templja Brihadeeswarar (ki je v Balaganapathy Nagar, Thandžavur, Indija) je bila zbrana v rezervoarju Šivaganga. V poznejšem obdobju Čola je bil zgrajen rezervoar Vīrānam (1011 do 1037 n. št.) v okrožju Cuddalore v Tamil Naduju za shranjevanje vode za pitje in namakanje. Vīrānam je 16 km dolg rezervoar s skladiščno zmogljivostjo 41.500.000 m³.
Zbiranje deževnice je bilo običajno tudi v Rimskem cesarstvu. Medtem ko so rimski akvadukti dobro znani, so se pogosto uporabljale tudi rimske cisterne, njihova gradnja pa se je razširila s cesarstvom. Na primer, v Pompejih je bilo strešno skladiščenje vode običajno pred izgradnjo akvadukta v 1. stoletju pred našim štetjem. Ta zgodovina se je nadaljevala z Bizantinskim cesarstvom; na primer Cisterna bazilika v Carigradu.
Čeprav malo znano, je bilo mesto Benetke stoletja odvisno od zbiranja deževnice. Laguna, ki obdaja Benetke, je somornica, ki ni primerna za pitje. Starodavni prebivalci Benetk so vzpostavili sistem zbiranja deževnice, ki je temeljil na umetno izdelanih izoliranih zbiralnih vodnjakih. Voda je pronicala po posebej oblikovanih kamnitih tleh in jo filtrirala plast peska, nato pa se je zbirala na dnu vodnjaka. Kasneje, ko so Benetke pridobile ozemlja na celini, so začele dovažati vodo s čolni iz lokalnih rek, vendar so vodnjaki ostali v uporabi in so bili še posebej pomembni v času vojne, ko je dostop do celinske vode lahko preprečil sovražnik.